# Глёкнер, Рудольф
Рудольф Глёкнер (нем. Rudolf Glöckner; 20 марта 1929, Маркранштедт, Саксония — 25 января 1999, Маркранштедт, Лейпциг) — футбольный арбитр из ГДР. Обслуживал финальный матч чемпионата мира 1970 года в Мехико между сборными Бразилии и Италии.

## Карьера
Судейская карьера Глёкнера началась в 1953 году — он был назначен на игру немецкой Бециркслиги. Благодаря уверенной работе на матчах различных лиг был привлечён к судейству в Оберлиге ГДР, в которой с 1959 по 1977 годы обслужил 210 поединков. Четыре раза назначался на финальные матчи Кубка ГДР (1963, 1968, 1971 и 1974).
Первой международной встречей Глёкнера стал матч между Бразилией и ОАЭ на Олимпиаде 1964 года в Токио.
В 1970 году провёл две игры чемпионата мира, в том числе финал между сборными Бразилии и Италии, став первым и до сих пор единственным немцем, судившим решающие матчи чемпионатов мира.
26 августа 1970 года в Буэнос-Айресе судил финальную игру Межконтинентального кубка между аргентинским «Эстудиантесом» и голландским «Фейеноордом», а спустя год 3 июня 1971 года — ответный матч финала «Кубка ярмарок» между «Лидсом» и «Ювентусом».
В 1976 году после матча Уэльса и Югославии Глёкнер покидал поле в окружении 16 полицейских по причине того, что валлийские фанаты яростно отреагировали на некоторые решения арбитра, выбежав на поле и кидая в него различные предметы, в том числе угловой флаг.